# Sainte-Gauburge-Sainte-Colombe
Sainte-Gauburge-Sainte-Colombe település Franciaországban, Orne megyében. Lakosainak száma 1013 fő (2022. január 1.). Sainte-Gauburge-Sainte-Colombe Échauffour, Fay, La Ferrière-au-Doyen, Mahéru, Le Ménil-Bérard, Planches, Saint-Hilaire-sur-Risle és Saint-Pierre-des-Loges községekkel határos.

## Népesség
A település népessége az elmúlt években az alábbi módon változott:
| Lakosok száma | 1102 | 1060 | 1082 | 1077 | 1059 | 1041 | 1022 | 1017 | 1013 |
|               | 2013 | 2015 | 2016 | 2017 | 2018 | 2019 | 2020 | 2021 | 2022 |